# Manuel Romero Pazos
Manuel Romero Pazos (Sanlúcar de Barrameda 1924 - 1998) fue un destacado sindicalista natural de la ciudad gaditana de Sanlúcar de Barrameda, miembro del Partido Comunista y Comisiones Obreras.

## Biografía

### Dictadura franquista y represión
La lucha sindical que centró la acción de la agrupación sindical local, fundada por Manuel, se centraba en la defensa de los derecho sociales y laborales de los trabajadores de la agricultura vinícola del Marco de Jerez, en especial de los trabajadores sanluqueños.
Manuel Romero Pazos ingresó en el Partido Comunista, en aquellos momentos en clandestinidad dado el régimen franquista, en el año 1964.
En 1970 fue detenido junto con unos cincuenta militantes de todo el Marco de Jerez de los que acabaron ingresando en prisión cinco: Paco de las Flores, Paco Artola, Paco Cabral, Emilio Chulián y el mismo Manuel Romero Pazos con su hermano Juan. El proceso lo dirigió el Tribunal de Orden Público que aplicaba la ley 45/1959 de Orden público.

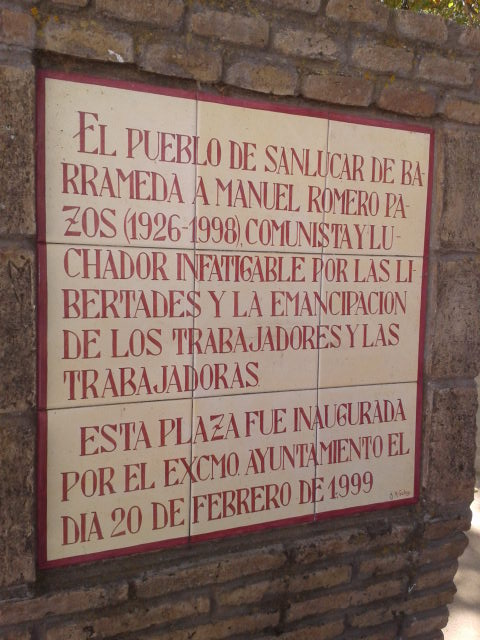
Azulejo conmemorativo en la Plaza Manuel Romero Pazos.

### Democracia
Su lucha sindical se llevó a cabo durante la dictadura, quedando poca o nula constancia de acciones sindicales lideradas por Manuel tras la legalización del Partido, y la promulgación de la Constitución que trajo consigo la transición a la democracia.
En el año 1999 el Ayuntamiento de Sanlúcar de Barrameda, siendo alcalde Agustín Cuevas Batista (PSOE), le rindió homenaje tras su fallecimiento otorgando su nombre a una plaza (antigua Plaza de la cárcel) en el municipio gaditano.